# 里奧弗里奧
里奧弗里奧是哥倫比亞的城鎮，位於該國西部，由考卡山谷省負責管轄，始建於1567年，面積280平方公里，海拔高度948米，2005年人口15,402，人口密度每平方公里55.01人。
4°09′22″N 76°17′16″W / 4.15611°N 76.28778°W